# Marina Vujčić
Marina Vujčić (Trogir, 16. svibnja 1966.), hrvatska spisateljica, kolumnistica i urednica, članica Hrvatskog društva pisaca.

## Životopis
Marina Vujčić rođena je 1966. u Trogiru. Na Filozofskom fakultetu u Zagrebu diplomirala je hrvatski jezik i jugoslavenske književnosti.
2010. godine objavljuje roman Tuđi život, a 2014. knjigu drama Umri ženski i roman A onda je Božo krenuo ispočetka koji je 2015. godine ušao u uži izbor od četiri hrvatska naslova nominirana za Europsku nagradu za književnost.
Za dramu Umri ženski 2014. godine dobila je treću nagradu Marin Držić.
2015. godine objavljuje roman Mogla sam to biti ja. Iste godine na natječaju V. B. Z.-a i Tisak medije romanom „Susjed“ osvaja nagradu za najbolji neobjavljeni roman 2015.
2016. godine u koautorstvu s Ivicom Ivaniševićem objavljuje roman Otpusno pismo.
Iste godine dobiva treću nagradu Marin Držić za dramu Podmornica.
2017. godine objavljuje roman Pitanje anatomije.
2019. godine objavljuje roman Pedeset cigareta za Elenu.
2019. godine roman Susjed postavljen je kao monodrama u kazalištu u izvedbi Vesne Tominac Matačić u Teatru Exit.
2019. godine njezinu dramu Čekaonica postavlja albanski Teatar Migjeni u Skadru, u režiji Fatosa Berishe.
2020. godine njezinu dramu Umri ženski postavlja Satiričko kazalište Kerempuh, u režiji Rajka Minkovića, a 2021. dramu Podmornica postavlja Kazalište slijepih i slabovidnih Novi život, u režiji Ivana Planinića.
2020. godine roman Pedeset cigareta za Elenu objavljuje i izdavačka kuća Laguna za Srbiju, a 2021. izdavačka kuća Antolog u Makedoniji, u prijevodu Vladimira Jankovskog.
2021. godine roman Pitanje anatomije objavljuje izdavačka kuća Bottega Errante u Italiji, u prijevodu Estere Miočić.
2021. godine dramom Plodna voda osvaja prvu nagradu Marin Držić.
Iste godine za roman Pedeset cigareta za Elenu dobiva Nagradu BOOKtiga za najčitaniju knjigu u istarskim knjižnicama.
2021. godine objavljuje knjigu dnevničkih zapisa Stolareva kći.
2024. godine objavljuje roman Sigurna kuća (Fraktura)
Članica je Hrvatskog društva pisaca od 2015. godine.

### Bijeg uz Brijeg (Hum naklada, 2002.)
Bijeg uz Brijeg (Hum naklada, 2002.) je knjiga za djecu – ekološka bajka u stihovima. Priča je to o parku koji se zbog neodgovornosti ljudi i nezdravog života u gradu pobunio i, predvođen starim Hrastom Lužnjakom, organizirano pobjegao iz grada. Povratak parka inicirat će djeca, od koje će odrasli naučiti lekciju o odgovornom ponašanju prema prirodi. Knjigu je ilustrirao Tomislav Torjanac.

### Tuđi život (Profil, 2010.)
Roman „Tuđi život“ priča je o brkanju stvarnosti, virtualnog svijeta i književnosti. Tridesetdvogodišnja Sara Lukas, lektorica u jednom hrvatskom tjedniku, javila se na natječaj za sinopsis televizijske serije. Istraživanje u koje se u virtualnom svijetu upušta kako bi napisala taj sinopsis, promijenit će joj perspektivu stvarnosti, u kojem će, zavedena mogućnostima virtualnog života, početi živjeti tuđi život.
Iz kritike Strahimira Primorca (Vijenac, 21. listopada 2010.):
„Marina Vujčić u Tuđem životu vrlo je inventivno, u našoj suvremenoj prozi možda i literarno najuvjerljivije i najuspjelije, tretirala tematiku odnosa književnoga lika i virtualnog svijeta. U nje je to bitan, logičan, prirodan dio strukture romana, a ne tek pomodan, nasilno unesen detalj. Ne znam bi li se po dramatičnosti mogla naći u hrvatskoj novoj prozi scena približna sceni razočaranja i šoka u koji je zapala Vujčićkina junakinja u trenutku kad je ugledala svog virtualno idealnog, a u zbilji grotesknoga muškarca i kad se rasprsnuo taj 'virtualni mjehurić od sapunice'.“

### A onda je Božo krenuo ispočetka (Hena com, 2014.)
„A onda je Božo krenuo ispočetka“ je psihološki roman, baštinik egzistencijalističke pripovjedne prakse. Glavni lik, 45-godišnji Božo, nezadovoljni je, neostvareni, frustrirani intelektualac, pretjerano (samo)analitičan, neprilagođen, introvertiran – ukratko, nesretan. Jer, toliko je usmjeren propitivanju sebe i svega oko sebe, da propušta živjeti, da mu „pravi život“ izmiče. Stoga odlučuje „napokon svoj život uzeti u svoje ruke“ te napušta suprugu, i iz Dalmacije odlazi u Zagreb, gdje će, nada se, promjena životnog okruženja donijeti osobno zadovoljstvo, psihičku stabilnost i sreću.
Roman je 2015. godine nominiran za Europsku nagradu za književnost.
Iz kritike Jagne Pogačnik (Jutarnji list, 11. 4. 2014.): 
„U tom primarno psihološkom romanu mnogo je duhovitih mjesta i prije svega dobrih pripovjednih rješenja, zbog čega Božo postaje poprilično 'naš' i razumljiv, a roman čitak i s izuzetnom unutarnjom dinamikom. Marina Vujčić, naime, majstorica je fabuliranja koja posve očito posjeduje ljubav prema tekstu koji gradi i brigu za budućeg čitatelja koji će osjetiti kako njezina empatija nije rezervirana samo za glavnog lika, već i njegove konzumente.“

### Umri ženski (Hena com, 2014.)
U knjizi „Umri ženski“ otisnute su tri drame Marine Vujčić: „Sretan kraj“, „Čekaonica“ i „Umri ženski“. 
U drami „Sretan kraj“ autorica razvija kompleksan lik žene koja se trudi pokrenuti svoj život nakon nesreće u kojoj je izgubila nerođenog sina, na potresan način tematizirajući pitanje imaju li ljudi nakon nesreće “pravo” na sreću i u kojoj nam mjeri proživljena tragedija određuje socijalnu budućnost.
Naslovni bolnički prostor u drami „Čekaonica“ ispunjen ansamblom osebujnih likova autorica rabi kao metaforu čekanja “boljeg sutra” – a zapravo propuštanja života – uz duhovito samozavaravanje i okrivljavanje drugih za svoju nesređenost i nezadovoljstvo.
Junakinje drame „Umri ženski“ su žene koje su "zaglavile" u pogrešnim odnosima - zbog nasušne potrebe za ljubavlju i zbog očekivanja okoline koja im nameće što je društveno "ispravno". Riječ je o tri sestre i njihovoj majci koja im je vlastitim pogrešnim izborima i odgojem koji je njezinim kćerima uništio samopouzdanje utabao put prema lošim ljubavnim kombinacijama.
Drama „Umri ženski“ dobila je 3. nagradu na natječaju za dramski tekst Marin Držić Ministarstva kulture Republike Hrvatske.
Iz obrazloženja žirija Nagrade Marin Držić za 2013. godinu:
„U moru pesimističnih i mračnih tekstova ova drama donosi tračak optimizma. Usprkos tome što je pisana možda i previše školski te donosi priču koja na prvi pogled podsjeća na zaplet „herz“ romana, očito je kako autor(ica) voli svoje likove i navija za njih te piše njihove životne dijaloge iz bogatog vlastitog iskustva. Igrivost i vedrina su prednosti ove drame koja bi vrlo lako mogla naći svoje mjesto na repertoaru brojnih kazališta jer nudi svakom ansamblu paletu zanimljivih i kompleksnih likova srednje generacije.“

### Mogla sam to biti ja (Hena com, 2015.)
Okosnica radnje romana „Mogla sam to biti ja“ su životne okolnosti psihijatrice Laure Herman i pacijentice koja joj dolazi ispričati svoju priču. No ovdje psihoterapija nije tek psihoterapija, niti su junakinje baš u ulogama koje se u psihijatrijskoj ordinaciji podrazumijevaju.
Dvjema osnovnim pričama pridružene su ispovijesti još troje Laurinih pacijenata koje autorica suptilno nijansira te, ispreplićući njihove životne putanje, kreira mozaičnu priču o različitim verzijama prebolijevanja teških iskustava. 
Iz kritike Jagne Pogačnik (Jutarnji list, 23. 9. 2015.):
„Ono što Marina Vujčić uspijeva u ovom nevjerojatno snažnom romanu jest istovremeno biti bolno iskrena i profesionalna prema vlastitom tekstu, biti ona, ali i sve one koje je mogla biti - Laura, Hilda, Klaudija, čak i vlastita muška varijanta. Više je načina na koji se ovaj roman može čitati i u tome i jest njegova veličina koja uvelike nadmašuje gabarite jednog intimističkog romana. To doista jest i put na kojem 'izmišljeni ljudi i svjetovi zamjenjuju svijet pred kojim se moraju zatvarati oči da se preživi', kao i 'ženski' roman u kojem su zabilježena razočaranja, traume, strahovi, samoće, krivnje, očekivanja i frustracije 'vlastite sobe'. To je u konačnici i roman koji duboko vjeruje u to kako riječi mogu biti najbolji prijatelji s kojima se odlazi u krevet, terapiju pisanjem i priču koja može biti istinitija od istine same. I, konačno, snazi prave ljubavi koja jedina može nagnati da se posumnja u riječi. Roman koji vjeruje da književnost ima mnogo veće značenje i ulogu od one da 'razveseli' čitatelja, riječju izvrstan roman.“

### Susjed (V.B.Z., 2015.)
U romanu „Susjed“ jedna prosječna žena srednjih godina, podstanarka u prosječnoj stambenoj zgradi izvan centra, s prosječnim zaposlenjem u državnoj službi i prosječnim željama i nadama zaljubljuje se u susjeda kojega svakoga jutra sreće na stubištu. Osim konvencionalnog „Dobro jutro“ ne progovore niti jednu drugu riječ. S tom ljubavnom pričom, koja se odvija samo u njenoj glavi, ta prosječna žena iskoračit će iz svoje prosječnosti i preobraziti se u potpuno drugačiju osobu, a zbivanja u romanu pretvorit će se u napetu psihološku dramu. Ovo je roman o samoći, nevidljivosti i otuđenju, i ne samo u velikim stambenim zgradama gdje nitko nikoga ne poznaje, nego i u okviru obitelji i među prijateljima.
Iz kritike Tanje Tolić (Portal 'Najbolje knjige', 27. 11. 2015.):
„Posebna je vještina zainteresirati čitatelja za po svemu neupečatljivog junaka, a još je teže graditi roman na samo jednom liku koji nam se, kao da sve nabrojano nije dovoljno, još i obraća u prvome licu. Marina Vujčić od prve rečenice, jetkim humorom i tečnim pripovijedanjem, kači čitatelja na svoju ne-junakinju, jer Katarina Bauković nije antijunakinja, nego gotovo osoba bez identiteta s obzirom na to da njome svi brišu pod: sebična majka koja ju od djetinjstva kritizira, sebična sestra koja se uvali u majčin stan sa suprugom i djetetom, a svoj iznajmi, sebični kolege na poslu koji Katarini uvaljuju i svoj dio posla, sebični bivši frajer koji je Katarinu 'olakšao' za deset tisuća eura, a onda je još i prevario s najboljom prijateljicom.“

### Otpusno pismo (u koautorstvu s Ivicom Ivaniševićem, Hena com, 2016.)
U romanu „Otpusno pismo“ žena i muškarac srednjih godina, koji su u mladosti bili ljubavnici, da bi onda iz nikada dovoljno obrazloženih razloga naprasno prekinuli svoju vezu, stupaju u kontakt nakon punih trideset godina. Bliži se obljetnica njihove mature, a glavna junakinja, danas ugledna liječnica u, na prvi pogled, sretnome braku s dvoje djece, prihvaća se zamorne logistike okupljanja raspršene generacije. Sav taj gnjavatorski, iscrpljujući posao ona odrađuje samo s jednom željom: da konačno ustanovi gdje je nestao On, čovjek kojega je svojedobno voljela. Kad ga, putem elektroničke pošte, uspije locirati, davno umrtvljena veza naglo će se razgoriti. U trenutku kad pomislimo da priča polako ali sigurno stremi jeftinome žanrovskome kraju, događa se zaplet: u njihovu mail komunikaciju uključuje se treća strana.
Iz kritike Jagne Pogačnik (Jutarnji list, 30. 3. 2016.):
„Tipična sentimentalna priča o potrazi za izgubljenim vremenom s happyendom, pa makar i napisana u ovakvoj formi, pomislila sam, bila bi svakako premalo za kapacitet ovo dvoje pisaca i u tome se nisam prevarila. Početak je ispipavanje, muško-žensko prepucavanje, okrivljavanje, ponovno zavođenje i rasplamsavanje strasti. Irena je žena uspješne karijere u dosadnom i promašenom braku, Ignjat je neuhvatljiv i zagonetan u svim smislovima (čak i lokacije s koje se javlja). Oni trebaju razriješiti nesporazume iz prošlosti, razotkriti tajne, nadoknaditi trideset godina i na neki način odlučiti što i kako dalje sada, kad su se ponovo pronašli. Ne ide im to baš najbolje, pa onda odjednom ipak krene, i čitatelj sa zanimanjem prati njihove karaktere koji se iz pisma u pismo sve više razotkrivaju i nekako navija za njih. No, onda se dogodi ono zbog čega ovaj roman daleko nadmašuje gabarite epistolarnog ljubića kakvim se na početku, namjerno i s razlogom, činio. Prije svega zato da bi ga se na pametan način moglo iznevjeriti.“

### Pitanje anatomije (Hena com, 2017.)
Tražim gospođu za milovanje mojih leđa. Isključivo leđa. Sigurnost, diskrecija i dobra zarada zajamčeni.
Taj će neobični oglas objavljen u Večernjim novostima spojiti dvije potpuno različite osobe. Inženjera koji dobro živi od slučajnog izuma i bankarsku službenicu koja ima kredit u švicarcima, propali brak i oženjenog ljubavnika. 
Leđa su na nezgodnom mjestu, razložio je gospodin Florijan Bauer na prvom susretu s gospođom Veronikom Vinter. Cijeli taj aranžman ustvari je pitanje anatomije – počešati se po leđima još i možeš, ali milovati nikako. 
U svojem šestom romanu, Pitanje anatomije, Marina Vujčić kao temu opet uzima usamljenike, čudake. Ono što se isprva čini kao komedija karaktera i situacije, brzo će se pretvoriti u introspektivnu vivisekciju dva usamljena ljudska bića. Jer Florijanu, ali i Veroniki, ne nedostaje samo milovanje u životu. Mnogo je važnije pitanje što im se krije ispod kože. 
Iz kritike Petre Miočić, Express:
„Pitanje anatomije“ je roman o propuštenim životnim prilikama. O svim onim poljupcima i zagrljajima koje nismo udijelili, svim kompromisima na koje nismo pristali i svim pričama koje nismo ispričali, a trebali smo. Svemu onome za što je prekasno. Pitanje anatomije ujedno govori i o svemu onome što se iz propuštenih prilika rađa, svakoj novoj prilici koju možemo objeručke prihvatiti ili ponovno propustiti da prođe pored nas. Ne drugoj, već novoj prilici. Tu razliku, u sebi svojstvenom stilu između redaka, Marina Vujčić posebno naglašava. Jer biti sam, ističe ona, ne znači biti osamljen baš kao što živjeti rutiniziranim životom ne znači dosađivati se. Ni prihvatiti promjenu ne znači priznati poraz. Možda znači prepustiti se...dodiru, umjetnosti ili priči koju će, nesumnjivo, mnogi rado iščitavati i u njoj pronalaziti vlastite priče, izvlačiti vlastite poruke...

### Pedeset cigareta za Elenu (Fraktura, 2019.)
Pedeset cigareta za Elenu u svojoj potki ima teoriju kaosa, tihi i neprimjetan "leptirov učinak" na razini malog čovjeka i njegove svakodnevnice. Ako leptir zamahne krilima u Pekingu, on može, kaže poslovica, uzrokovati uragan na Floridi – ali što se, recimo, može dogoditi kad jedan pedesetogodišnjak odluči svoj rođendan obilježiti tako da svih dvadeset i četiri sata, od ponoći kad mu rođendan počinje, pa do ponoći kad završava, ostane budan i da pri tome u čast svojoj poginuloj sestri blizanki, ispuni sasvim bizaran zavjet da popuši pedeset cigareta i sačuva pedeset opušaka? Život Olivera Radmana, nositelja ove odluke, neće se zbog nje promijeniti ništa – ali bezazlena noćna šetnja na koju se uputio kako bi ostao budan utjecat će na živote troje neznanaca na način koji Oliver niti je mogao zamisliti niti će ga ikad postati svjestan. Tijekom romana pratimo još troje junaka tijekom ta dvadeset i četiri sata koja je Oliver, prkoseći rutini, odlučio provesti budan. 
Četiri paralelne priče ovih junaka, naizgled posve nepovezane, odvijat će se tijekom dvadeset četiri sata u danu na početku kojeg je Oliver donio odluku koja će utjecati na živote ostalih troje protagonista i likova koji su s njima povezani. Usprkos tome ostat će neznanci, iako bi im taj jedan dan, a nekima možda i ostatak života, izgledao sasvim drukčije da se jedni drugima nisu našli na putu.

### Stolareva kći (Fraktura, 2021.)
U dnevničkim zapisima objedinjenima u knjizi Stolareva kći pred nama se otvara svijet autorice – intiman, prepun razmišljanja, sjećanja, traženja vremena za sebe i bližnje. 
Knjiga sastavljena od tri cjeline – “Herbarij”, “Na Palagruži” i “Selo” – nastajala je gotovo puno desetljeće u kojem se autorici život stubokom promijenio, u kojem ona ostaje ista, a biva sasvim drugačijom. Kroz razmišljanja o knjigama koje čita, prirodi u kojoj uživa, svitanjima, mladicama graška u vlastitom vrtu ili izolaciji na udaljenom otoku Stolareva kći donosi fragmente iz života koji može biti i naš. Naime, “jedino u mislima male stvari mogu poprimiti velike razmjere, i jedino se u njima navodno velike stvari mogu smanjiti do nepostojanja”, zapisat će autorica, u čiju ćemo stvarnost vjerovati onako kako smo dosad vjerovali njezinoj fikciji.
Iz teksta Miljenka Jergovića (Express, 19. listopada 2021.):
"Dobrim piscima vjerujemo. 'Stolareva kći' odlična je, visoko kultivirana dnevnička knjiga, sjajan prozni komad kakvih je u suvremenoj hrvatskoj književnosti malo, ali to je i knjiga neke pomalo i neočekivane i ganutljive ljudske čestitosti."

## Diskografija
- Tekst pjesme „Još te nima“, izvođač Tedi Spalato, Croatia records 2001., album „Kao da se vrime zaplelo u švere“
- Tekst pjesme „Ponekad dolazim, ponekad odlazim“, izvođači Miroslav Tadić i Rade Šerbedžija, Croatia records 2010., album „Ponekad dolazim, ponekad odlazim“
- Tekst pjesme „Odlaziš, odlazim“ (koautorstvo s Borislav Vujčić i Rade Šerbedžija), izvođači Maja Posavec i Rade Šerbedžija, singl, Croatia Records 2015.

## Filmografija
Scenarij animiranog filma „Kućica u krošnji“, produkcija Ars Animata studio 2005., redatelj Darko Kreč.

## Nagrade i priznanja
- 2006. – Posebna nagrada publike na Animafestu za animirani film „Kućica u krošnji“
- 2006. – Nagrada za najbolji scenarij za film „Kućica u krošnji“ na Međunarodnom festivalu filma i videa Dugo selo
- 2014. – Treća Nagrada za dramsko djelo Marin Držić, za dramu „Umri ženski“
- 2015. – Stimulacija Stimulacija Ministarstva kulture RH za roman „A onda je Božo krenuo ispočetka“
- 2015. – Nominacija za Europsku nagradu za književnost za roman „A onda je Božo krenuo ispočetka“
- 2015. – Nagrada za najbolji neobjavljeni roman na natječaju V.B.Z.-a i Tisak Medije za roman „Susjed“
- 2016. – Stimulacija Ministarstva kulture RH za roman „Mogla sam to biti ja“
- 2016. – Treća Nagrada za dramsko djelo Marin Držić, za dramu „Podmornica“
- 2021. – Prva nagrada za dramsko djelo Marin Držić za dramu "Plodna voda"
- 2021. – Nagrada BOOKtiga za najčitaniju knjigu u istarskim knjižnicama za roman "Pedeset cigareta za Elenu"